# Montereina flindersi
Montereina flindersi is een slakkensoort uit de familie van de Discodorididae. De wetenschappelijke naam van de soort is voor het eerst geldig gepubliceerd in 1962 door Burn.